# صومعه (استان بلیده)
صومعه (به عربی: الصومعة) یک شهرداری در الجزایر است که در استان البلیده واقع شده‌است.
 صومعه  ۳۱٬۴۵۱ نفر جمعیت دارد.